# Bill Lucas (lekkoatleta)
William Ernest Lucas (ur. 16 stycznia 1917 w Tooting w Londynie, zm. 22 marca 2018 w Haywards Heath) – brytyjski  lekkoatleta, długodystansowiec. W czasie II wojny światowej oficer Royal Air Force.

## Kariera wojskowa
Wstąpił do Royal Air Force w 1940. Został wyszkolony jako pilot myśliwski, ale po wygraniu bitwy o Anglię zmniejszyła się potrzeba kolejnych pilotów myśliwców i został przekwalifikowany na pilota bombowców. Pilotował samoloty Vickers Wellington, Short Stirling i De Havilland Mosquito. Służył kolejno w No. 9 Squadron RAF, No. 15 Squadron RAF i No. 162 Squadron RAF. Odbył 81 rajdów na terytorium Niemiec, w tym wziął udział w bombardowaniu Kolonii 30 maja 1942 w sile 1000 bombowców. Zakończył wojnę w stopniu Squadron Leader (odpowiedniku majora). Został odznaczony Distinguished Flying Cross.

## Kariera lekkoatletyczne
Był obiecującym lekkoatletą przed wybuchem wojny. Miał nadzieję na występ na igrzyskach olimpijskich w 1940 w Helsinkach. Po wojnie powrócił do czynnego uprawiania tego sportu. Wystąpił w biegu na 5000 metrów na igrzyskach olimpijskich w 1948 w Londynie, ale odpadł w eliminacjach.
Zdobył brązowy medal mistrzostw Wielkiej Brytanii (AAA) w biegu na 3 mile w 1948.
Mieszkał w Cowfold. Zmarł w wieku 101 lat jako najstarszy żyjący brytyjski olimpijczyk.